# Ukraiński Kościół Prawosławny Stanów Zjednoczonych
Ukraiński Kościół Prawosławny Stanów Zjednoczonych (ang. The Ukrainian Orthodox Church of the United States, ukr. Українська Православна Церква у США) – autonomiczny Kościół prawosławny w jurysdykcji patriarchy Konstantynopola. Ma charakter etnicznie ukraiński. W 1995 Kościół liczył, według szacunków R. Robersona, 150 tys. wiernych zrzeszonych w ok. 200 parafiach. Kościół działa w Stanach Zjednoczonych, a na mniejszą skalę również w Brazylii, Nowej Zelandii, Australii oraz w Europie Zachodniej.
Siedzibą Kościoła jest miasto Bound Brook w stanie New Jersey.

## Historia
Prawosławna ukraińska społeczność Stanów Zjednoczonych formowała się w XIX wieku w toku napływania do USA emigrantów z ziem ukraińskich wyznania prawosławnego, lub też konwersji na prawosławie ukraińskich emigrantów wyznania greckokatolickiego. Ukraińcy tworzyli własne parafie etniczne w ramach archieparchii amerykańskiej Rosyjskiego Kościoła Prawosławnego. Po 1915 część z nich postanowiła oderwać się od Kościoła Rosyjskiego i powołać do życia odrębną strukturę o charakterze typowo ukraińskim. W 1921 grupa ta zwróciła się z prośbą do Ukraińskiego Autokefalicznego Kościoła Prawosławnego z prośbą o wyznaczenie zwierzchnika, którym został arcybiskup Jan (Teodorowicz).
Chociaż Ukraiński Autokefaliczny Kościół Prawosławny nie został uznany za kanoniczny przez inne Kościoły prawosławne, arcybiskup Jan przystąpił do organizacji jego eparchii w Stanach Zjednoczonych natychmiast po swoim przyjeździe do USA w 1924. Zorganizował pierwszy sobór podległych mu struktur, na którym nadano im nazwę Amerykańskiego-Ukraińskiego Kościoła Prawosławnego W Stanach Zjednoczonych. Działalność arcybiskupa doprowadziła do przejścia szeregu etnicznie ukraińskich parafii działających do tej pory w strukturach Cerkwi Rosyjskiej właśnie do kierowanego przezeń Kościoła. Arcybiskup, bez powodzenia, starał się również uczynić Kościół autonomiczną częścią Patriarchatu Konstantynopolitańskiego, co regulowałoby jego sytuację kanoniczną. 
W 1929 część prawosławnych Ukraińców żyjących w Stanach Zjednoczonych powołała do życia alternatywny Kościół (Ukraiński Kościół Prawosławny w Ameryce), który w 1936 został przyjęty w jurysdykcję patriarchy Konstantynopola. W ciągu kolejnych kilkunastu lat obydwie struktury prowadziły otwartą rywalizację o wpływy wśród wiernych. W 1950 doszło do ich zjednoczenia na wspólnym soborze, co uczyniło z obydwu Kościołów największą etnicznie ukraińską strukturę kościelną w Ameryce Północnej (mimo faktu, że część Ukraińskiego Kościoła Prawosławnego w Ameryce niemal natychmiast wycofała się z układu zjednoczeniowego). Na czele Kościoła stanął wówczas arcybiskup Jan (Teodorowicz). Był on w dalszym ciągu traktowany przez inne jurysdykcje jako niekanoniczny. 
W 1971, po śmierci arcybiskupa Jana, na czele Kościoła stanął metropolita Mścisław (Skrypnyk), który kierował nim do 1990, kiedy wrócił na Ukrainę jako patriarcha niekanonicznego Ukraińskiego Autokefalicznego Kościoła Prawosławnego. Kościół Stanów Zjednoczonych nie wziął udziału w sporach o kształt Kościoła prawosławnego w niepodległym państwie ukraińskim, natomiast w 1995 ponowił, tym razem z powodzeniem, próbę uregulowania swojej sytuacji kanonicznej poprzez uzyskanie statusu autonomicznego w ramach Patriarchatu Konstantynopolitańskiego. Od tego samego roku do swojej śmierci w 2012 zwierzchnikiem Kościoła był metropolita Konstantyn (Buggan). W roku następnym jego następcą został Antoni (Scharba).
W 1996 czynione były, do tej pory bezowocne, starania o zjednoczenie Ukraińskiego Kościoła Prawosławnego w Stanach Zjednoczonych z paralelną jurysdykcją Patriarchatu Konstantynopolitańskiego na obszarze USA – Ukraińskim Kościołem Prawosławnym w Ameryce.

## Podział administracyjny
Ukraiński Kościół Prawosławny w Stanach Zjednoczonych dzieli się na dwie eparchie:
- eparchia wschodnia – zwierzchnik: metropolita Antoni (Scharba)[6]
- eparchia zachodnia – zwierzchnik: biskup Daniel (Zelinski)[6]